# Cendiuna puranga
Cendiuna puranga là một loài bọ cánh cứng trong họ Cerambycidae.